# Eyrbyggja saga
L'Eyrbyggja saga (in italiano: Saga degli uomini di Eyr) è una saga, scritta in Islanda nel XIII secolo da autore sconosciuto. Il nome Eyrbyggja saga fa riferimento ad Eyr, una fattoria nella penisola di Snæfellsnes (Islanda); il titolo in realtà è leggermente fuorviante, poiché sono presenti anche i clan di Þórsnes e di Álftafjörður.

## Trama
Il personaggio principale della saga, colui che avrebbe dovuto darle il nome come spesso succede nelle saghe norrene, è Snorri Þorgrímsson, meglio conosciuto come Snorri goði (Snorri il Sacerdote). Snorri era il nipote di Gísli Súrsson, protagonista della Gísla saga, e compare anche nella Njáls saga e nella Laxdœla saga. Al centro della narrazione troviamo la lunga faida tra Snorri Þorgrímsson e Arnkel Goði.
La saga comincia al tempo della colonizzazione dell'Islanda, ma la maggior parte degli eventi, come le avventure di Styrbjörn Sterki ("Styrbjörn il Forte"), hanno luogo tra la fine del X e l'inizio dell'XI secolo.
Tutti gli eventi descritti hanno luogo nella regione di Snæfellsnes, tra Alptafjörðr e Helgafell, dove si trovava la proprietà di Snorri Goði.

## Struttura narrativa

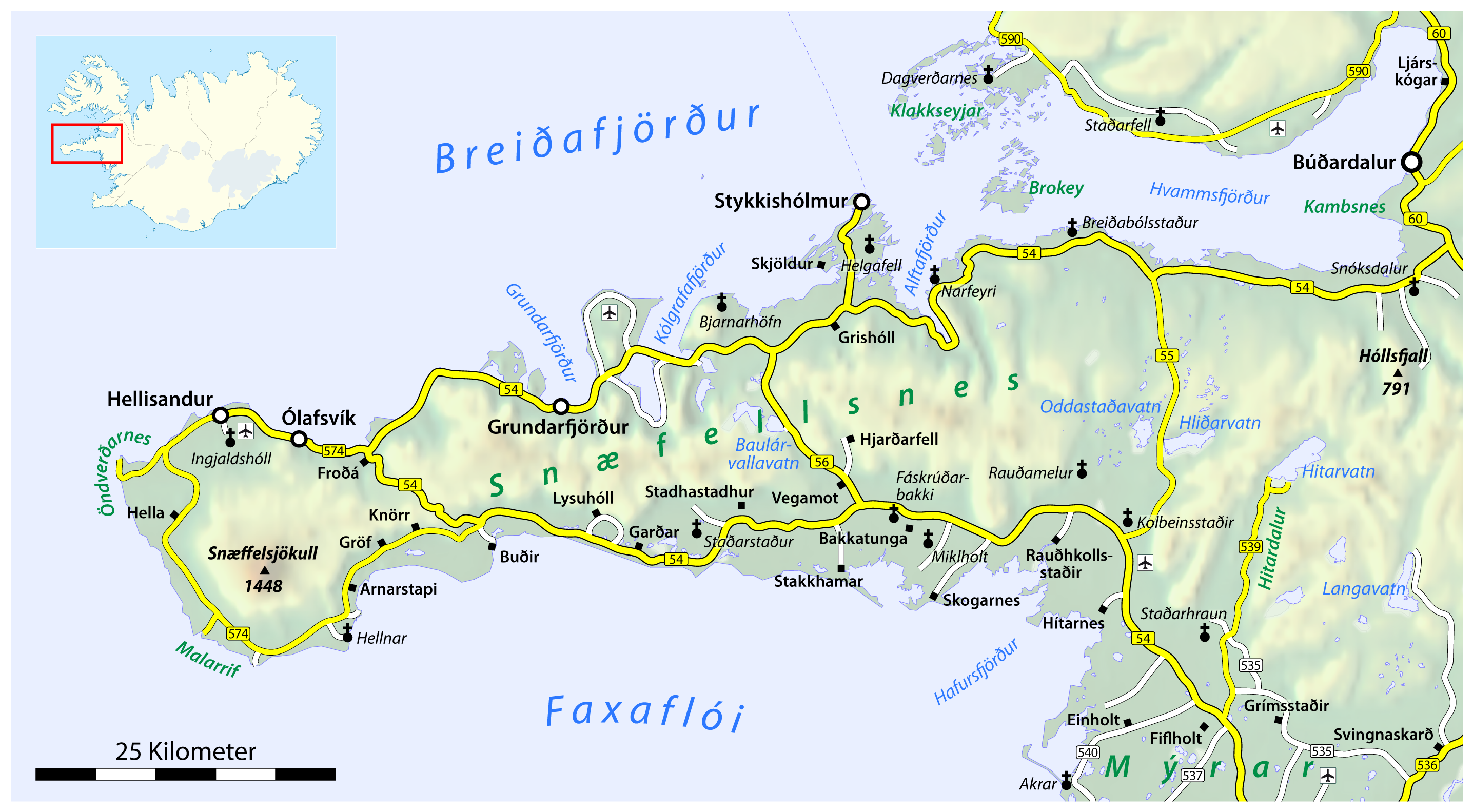
Mappa odierna della penisola di Snæfellsnes, dove si svolge la trama dell'Eyrbbygja saga

L'interesse principale della saga è seguire le tracce di alcune famiglie-chiave della colonizzazione islandese, piuttosto che focalizzare l'attenzione su un singolo eroe.
Sebbene non sia paragonabile come livello artistico alle maggiori saghe degli Islandesi come l'Egils saga, la Njáls saga e la Laxdœla saga, è comunque un racconto piacevole; si evince da riferimenti interni che l'autore dell'Eyrbyggja saga conoscesse l'Egils saga e la Laxdœla saga, ed è chiaro che scrisse la propria abbastanza tardi rispetto al periodo del maggiore successo del genere della saga. Tuttavia, la saga ha una certa credibilità storica, con l'eccezione di pochi eventi sovrannaturali come la persecuzione di Fróðá da parte degli spettri, e questo è un elemento significativo perché il suo autore, pur chiaramente cristiano, prova interesse per le pratiche pagane.
Anche dopo la cristianizzazione dell'isola, esse perdurarono non come semplici sopravvivenze di un sistema religioso superato, ma con veri e propri topoi ricorrenti nella letteratura islandese del medioevo quale parte integrante del mondo in essa rappresentato.
Le persecuzioni iniziano dopo la morte di una vǫlva. Consistono nella visione di una testa di foca che spunta dal pavimento, pezzi di pesce che si rianimano, ma soprattutto di draugar (uomini morti) le cui azioni spaziano da entrare in casa a riscaldarsi al fuoco ad infestare i luoghi dove sono morti finché gli abitanti cadono ammalati e muoiono anch'essi, oppure dove sono seppelliti causando la morte degli animali nelle vicinanze. L'ultima nonché la più lunga catena di morti fu interrotta solo con un rituale di esorcismo che riuniva elementi cristiani con elementi pagani.
La saga include anche alcuni riferimenti alla colonizzazione della Groenlandia e uno a Vinland, chiamata la Bella Vinland.

## Manoscritti

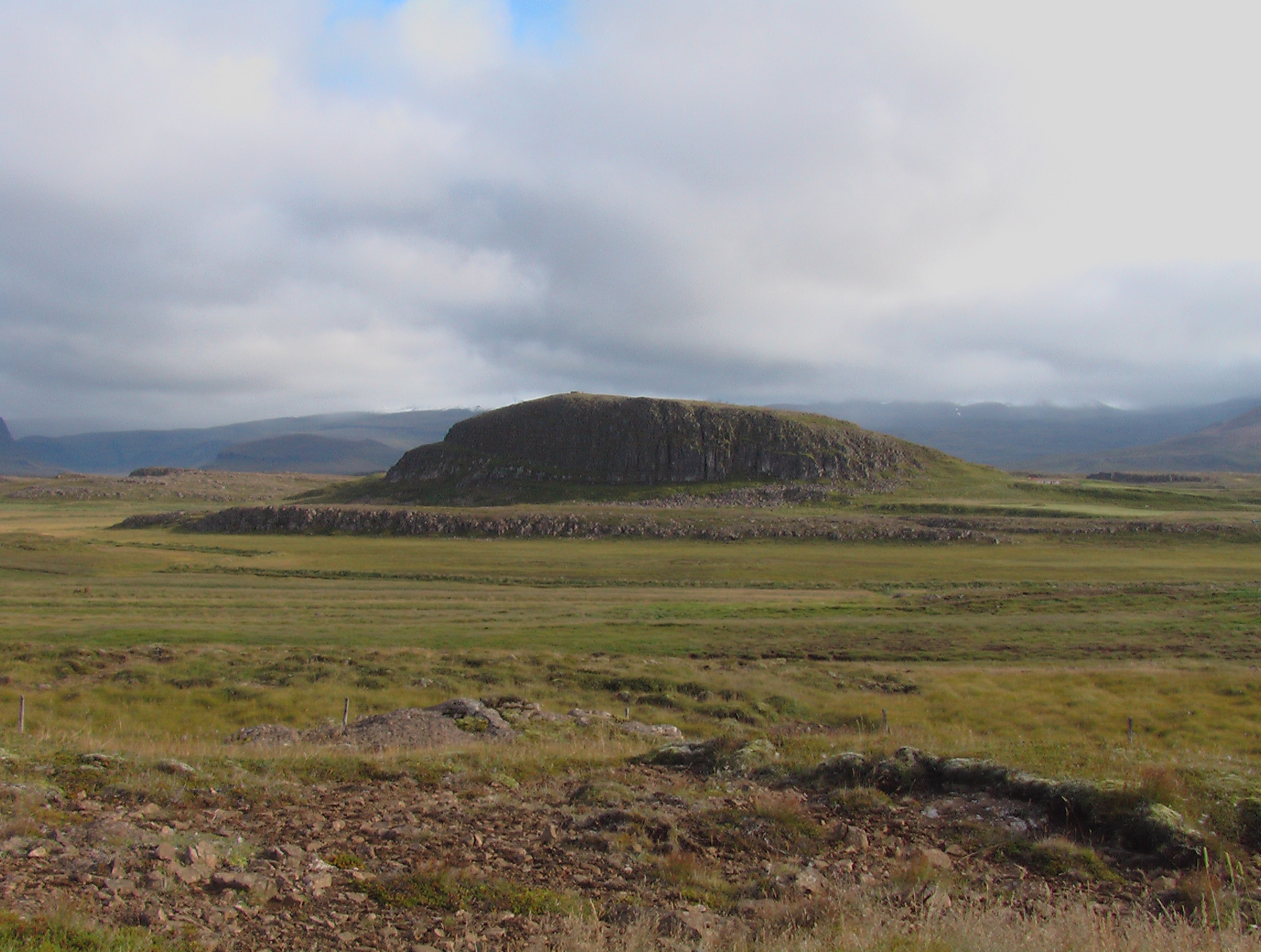
Helgafell in data odierna

La Eyrbyggja saga è sopravvissuta solo in alcun frammenti del XIII secolo e in manoscritti del XIV secolo.

## Personaggi principali
- Snorri Þorgrímsson, capo di Snæfellsnes, descritto come il classico eroe. Si convertì al Cristianesimo.